# 514 a.C.

## Eventos
- Início do reinado de Hu Lu em Wu. Ele foi o patrocinador de Sun Tzu, e morreu em consequência de feridas em batalha contra Kou Chien, rei de Yueh, em 496 a.C.[1]
- Bato IV, rei de Cirene. Ele reinou por quarenta e quatro anos (datas aproximadas).[2]

## Mortes
- Arcesilau III de Cirene, sucedido por seu filho Bato IV (data aproximada).[2]